# Sherzod Poyonov
Sherzod Poyonov (ur. 2005) – uzbecki zapaśnik walczący w stylu wolnym. 
Srebrny medalista mistrzostw Azji w 2024; piąty w 2025. Mistrz Azji juniorów w 2024 i drugi 2023 roku.